# Китайское исследование
«Китайское исследование» (англ. The China Study) — популярная книга, написанная в 2004 году Колином Кэмпбеллом (T. Colin Campbell), почётным профессором кафедры пищевой биохимии Корнеллского университета и его сыном Томасом М. Кэмпбеллом (Thomas M. Campbell), врачом по профессии. Предметом изложения «The China Study» являются результаты изучения связи между потреблением продуктов животного происхождения и рядом хронических болезней, таких как рак груди, простаты и кишечника, диабет и коронарная болезнь сердца.
Книга содержит статистические и методологические ошибки. Автор не учитывал множество других различий в питании, уровне активности, географии.
По состоянию на январь 2011 год в США было продано 500 тыс. экземпляров книги, что делает её одним из американских бестселлеров в разделе питания.
На русском языке книга вышла в издательстве «Манн, Иванов и Фербер» под названием «Китайское исследование» в 2013 году.

## Описание
Заголовок «The China Study» («Китайское исследование») взят из общепринятого сокращенного названия «China-Cornell-Oxford Project» — беспрецедентного по масштабам 20-летнего проекта, стартовавшего в 1983 году и проведенного совместными усилиями Китайской Академии Превентивной Медицины, Корнеллским и Оксфордским Университетами (соответственно США и Великобритания). Одним из директоров проекта, названного газетой New York Times «Главным событием в эпидемиологии (Gran Prix of Epidemiology»), и явился автор книги Колин Кэмпбелл. Объектом исследования стала корреляция статистических данных о смертности от 48 видов рака в 65 округах Китая в период 1973—1975 гг. и данных за 1983—1984 гг. о предпочтениях в питании и биохимическом составе образцов крови жителей этих округов (было исследовано по 100 представителей каждого округа, то есть всего 6500 человек). В рамках наблюдательного исследования было установлено свыше 8000 статистически значимых корреляций между различными факторами питания и болезнями.
Характерной особенностью изученных округов было то, что их населению были свойственны генетическая однородность, низкий уровень миграции, а также мало изменяемые и специфические для каждого округа жизненный уклад и привычки в питании. В частности, уровень потребления продуктов животного происхождения разнился от округа к округу очень существенно (от практически полного отсутствия в более бедных районах до уровней, сопоставимых с западными странами, в районах более обеспеченных), что создало уникальные возможности для сравнения, мало достижимые при сравнении развитых стран (так как в них уровень потребления варьируется в очень ограниченных пределах).
Согласно интерпретации авторов книги, частично использовавших результаты проекта China-Cornell-Oxford в одной из её глав, существуют свидетельства в пользу положительной корреляции между потреблением продуктов животного происхождения в 1983—1984 гг. и частотой смертности от «болезней Запада» (то есть таких, как рак и диабет, находящихся в числе основных факторов смертности в развитых странах) в 1973—1975 гг., и отрицательной корреляции между приемом растительной пищи и статистикой смертности.
Помимо результатов эпидемиологических исследований в книге излагаются результаты лабораторных опытов (всего проф. Кэмпбэлл и его коллеги получили гранты на 74 года научных исследований, которые были проведены в параллельном режиме за менее чем 35 лет), подтверждающих взаимосвязь животных продуктов и хронических болезней. В частности, автором и его коллегами проводились опытные исследования с крысами, которые были заражены канцерогенным веществом афлатоксином, и впоследствии демонстрировали различные темпы развития раковых опухолей, в зависимости от наличия в их диете животных белков (использовался основной белок молока казеин). Опыты подтвердили выводы о положительной связи между пищей животного происхождения и развитием рака. Причем ученые были способны ускорять, замедлять, останавливать и запускать вновь развитие опухоли, варьируя количество скармливаемого животного белка. Исследователи также установили, что растительный белок не оказывал значимого стимулирующего воздействия на развитие опухолей при аналогичных дозах.
Авторы книги делают заключение, что люди, потребляющие значительное количество разнообразных растительных продуктов с минимальной кулинарной переработкой и избегающие животных продуктов, таких как говядина, свинина, птица, рыба, яйца, сыр и молоко, — а также продуктов глубокой переработки, включая рафинированные углеводы, — могут существенно снизить риски или даже развернуть ход развития многих хронических болезней. Они пропагандируют, что для наилучшего здоровья люди должны включать в свою диету разнообразный выбор злаков, бобовых, овощей, фруктов и зелени, подвергшихся минимальной переработке. Они утверждают, что растительные продукты содержат очень большое число биохимических компонентов, которые активно участвуют в сложнейших многочисленных биохимических реакциях, необходимых для нормального развития и деятельности человеческого организма.
В число положительных эффектов от рекомендуемой ими растительной диеты авторы включают более высокую продолжительность жизни, более молодой вид и высокий уровень энергии, сокращение избыточного веса, снижение уровня холестерина в крови, профилактику и лечение сердечных заболеваний, снижение риска заболевания раком простаты, груди и других его видов, сохранение зрения в зрелом возрасте, профилактику и лечение диабета, избежание операций во многих ситуациях, снижение количества требуемых медикаментов, прочные кости, избежание импотенции, инсульта, камней в почках, диабета 1-го типа у детей, проблем с пищеварением, снижение артериального давления, профилактику болезни Альцгеймера, артрита и проч.
Они также рекомендуют адекватный объём пребывания на солнце для обеспечения производства организмом достаточного уровня витамина D, а также дополнительный приём витамина B12 в случае полного отсутствия в диете животных продуктов. Они подвергают критике низкоуглеводные диеты подобные диете Аткинса, которые налагают ограничения на долю калорий, приходящихся на прием углеводов.
В книге также излагается ряд важных критических идей, касающихся сложившейся системы здравоохранения США, а более конкретно — конфликта интересов у людей, предоставляющих услуги лечения и медицинских исследований и производящих лекарственные средства и оборудование. Этот конфликт интересов вызван, по мнению авторов, наличием большей заинтересованности в сбыте дорогостоящих товаров и услуг, нежели максимизации здоровья граждан. Аналогичной критике авторы подвергают и отраслевые лобби, в частности производителей мясо-молочной продукции, занимающихся максимизацией своих прибылей и продаж.
Отдельной критике авторы подвергают недостатки ряда популярных и притом весьма авторитетных исследований (в частности, масштабного Nurses Health Study, проводимого Гарвардской школой общественного здоровья), результаты которых широко используются при выработке рекомендаций для населения. Главным недостатком таких исследований, является проблема научного редукционизма, то есть изучение отдельного элемента системы без учета более широкого контекста, включающего другие значимые для изучаемого явления факторы. Так, например, Nurses Health Study делает выводы о влиянии на рак груди у женщин таких факторов, как противозачаточные средства и алкоголь, не учитывая при этом должным образом факт потребления большинством изученных женщин исключительно высокого в сравнении с сельскими округами Китая, количество жира и животного белка, то есть их изначальное нахождение в группе повышенного риска.

## Критика
Существует обширная критика книги и многих выводов, сделанных её авторами. Некоторые главы книги Кэмпбелла, по утверждению одного из критиков, представляют собой «Джихад против животного белка».
В аргументации Кэмпбелла существуют статистические и методологические ошибки, его анализ оригинального China-Cornell-Oxford Project крайне односторонен. Автор не учитывал множество других различий в питании, уровне активности, географии. Кэмпбелл избегает упоминаний исследований, которые противоречат его собственным выводам. Для многих его заявлений требуются дальнейшие исследования, чтобы они стали научно установленным фактом. Кэмпбелл использует некоторые результаты China-Cornell-Oxford Project, но представляет их в виде доказательств причинно-следственной связи. Однако оригинальное исследование было наблюдательным, и его результатами стали более 8 тысяч статистических корреляций. Наличие корреляций не является доказательством причинности и может лишь дать начало гипотезам, которые необходимо тщательным образом проверять в контролируемых рандомизированных исследованиях.
В ответ на критику, указывающую на некорректность выводов из статистических корреляций оригинального исследования, сам Кэмпбелл заявил: «Открытия китайского исследования сами по себе не определяют мои окончательные взгляды, выраженные в книге. Поэтому лишь одна глава из 18 посвящена китайскому исследованию, которое есть лишь звено в цепи экспериментальных подходов. Я лишь задал вопрос, есть ли биологически правдоподобные данные в китайской базе данных, способные поддержать открытия, сделанные в лаборатории». Тем не менее название книги и её подзаголовок «Результаты самого масштабного исследования связи питания и здоровья» (The Most Comprehensive Study of Nutrition Ever Conducted) могут ввести читателей в заблуждение по поводу её содержания.
Что касается упомянутых Кэмпбеллом «открытий, сделанных в лаборатории», они проводились только на крысах, а не на людях. Критики подвергли сомнению корректность экспериментов Кэмпбелла с крысами и казеином и его вывод о том, что животный белок вызывает рак. В экспериментах с крысами Кэмпбелл приводит данные лишь по казеину и бездоказательно экстраполирует его «вред» на все белки животного происхождения, тогда как согласно многим исследованиям, например, сывороточный протеин (ещё один молочный протеин, наряду с казеином), обладает противораковыми свойствами в сходных по условиям экспериментах с крысами. Кроме того, во многих исследованиях Кэмпбелла о возможной связи рака и потребления белка использовались чистые линии крыс Спрег-Доули, в значительной степени склонных к образованию раковых опухолей, особенно при использовании нестандартной для грызунов диеты. Вдобавок утверждения об эффектах казеина провоцировать рак и отсутствии подобных эффектов у растительных белков противоречат данным исследования 1989 года того же Кэмпбелла, согласно которым употребление растительного белка — пшеничного глютена — в сочетании с аминокислотой лизином провоцировало рак у крыс точно так же, как и животный белок. Это может означать, что любое сочетание нескольких аминокислот может провоцировать рост раковых клеток при определённых условиях эксперимента и что канцерогенные свойства белков не уникальны для казеина и животных белков в целом. Причиной, по которой белок растительного происхождения не вызывал рак у лабораторных крыс, является дефицит одной или нескольких аминокислот в их рационе, что невозможно при питании цельными продуктами, а не отдельными и очищенными от примесей белками и аминокислотами, как в условиях лаборатории. Таким образом, даже при веганском питании растительными продуктами в них может содержаться «канцерогенный» протеин, который Кэмпбелл обнаружил в опыте с крысами.
В своей книге Кэмпбелл пишет лишь о роли овощей и мяса в диете, однако практически полностью игнорирует другие жизненно важные вопросы диеты: например, потребление переработанных углеводов (об их вреде Кэмпбелл пишет лишь пять абзацев на всю книгу, тогда как почти вся остальная её часть посвящена критике белка), обработанного зерна и муки, трансжиров, тяжёлых металлов, пестицидов, инсектицидов, воды и множества других диетических вопросов. Он фокусируется лишь на вегетарианстве и не пишет о важности сбалансированного питания. Также автор не упоминает о множестве проблем несбалансированных вегатарианских диет, например: нехватке белков (в том числе, качественных), жизненно важных аминокислот (таурин, цистеин, карнитин, метионин), витаминов D и B, омега-3 кислот, цинка; а также об избытке углеводов и меди.

## Интересные факты
В интервью Колина Кэмпбэлла для блога о здоровье сайта газеты The New York Times в 2011 г. он отмечал: «Я не использую слов „веган“ или „вегетарианец“. Мне не нравятся эти слова. Люди, которые решают питаться таким образом, делают это по идеологическим причинам. Я не хочу сказать, что эти причины плохие, но хотелось бы, чтобы те, кто говорит о диете, основанной на растительных продуктах, думали об этом в очень научной практической плоскости и без придания вопросу идеологической окраски».